# Elena Risteska
Elena Risteska (in lingua macedone Елена Ристеска; Skopje, 27 aprile 1986) è una cantante macedone.

## Biografia
In attività dal 2002, ha pubblicato tre album e svariati singoli, vincendo numerosi premi.
Ha partecipato all'Eurovision Song Contest 2006 con la canzone Ninanajna, con la quale ha guadagnato 73 punti nella semifinale. Nella finale si è classificata dodicesima con 56 punti (è rimasta a lungo nella top ten prima di scendere), il miglior piazzamento di una canzone macedone all'Eurofestival.
La canzone è stata inclusa nell'album del 2006 192.
Nel 2006 ha duettato con la band bosniaca Regina con il remix della canzone Ljubav nije za nas ( L'amore non è per noi).
L'anno dopo, sempre per l'Eurofestival, dà conto dei voti dati dalla Macedonia alle varie canzoni.
In alcune occasioni ha anche scritto i testi di alcune canzoni.

## Discografia

### Album
- 2003 - Den i Nok
- 2006 - 192
- 2008 - Milioner

### Compilation
- Play: Search for a new Star (Compilation)

### Singoli
- 2002 - "Ona Drugoto"
- 2003 - "Den I Nok"
- 2003 - "Raj I Pekol"
- 2003 - "Vo tvojot svet" (con Adnan)
- 2003 - "Ne sakam da krijam"
- 2004 - "Pobeda za nas" (con Emil Arsov)
- 2004 - "Ni Na Nebo, Ni Na Zemja"
- 2006 - "Ninanajna"
- 2006 - "Ne Mogu"
- 2006 - "Na nekoi drugi svetovi" (featuring Lambe Alabakoski e Vrčak)
- 2006 - "Ljubav nije za nas" (con Grupa Regina)
- 2006 - "Esen Vo Mene"
- 2007 - "192"
- 2007 - "Milioner" (featuring Leroy Chambers)
- 2007 - "Kreveta dva"
- 2007 - "Ima Li Kraj"

### Singoli in collaborazione
- 2006 - "Zaspana Ubavica" (Vrčak featuring Elena Risteska)